# Ulpiana
Ulpiana je bilo starorimsko mesto na območju današnjega Kosova. Imenovano je bilo tudi Justiniana Secunda (latinsko Iustiniana Secunda, albansko Justinianë Sekundë. Ulpiana je v občini Gračanica, 12 km jugovzhodno od Prištine. Minicipium Ulpiana ali Iustiniana Secunda je bil razglašen za arheološki park pod stalnim varstvom Kosova s strani Kosovskega sveta za kulturno dediščino leta 2016. Arheološki park ima površino 161,10 ha in okolico 96,23 ha. Ulpiana je bila med največjimi naselbinami na Balkanu.

## Poimenovanje
Ulpiana je bila ustanovljena na mestu neznanega dardanskega oppiduma. Ime je verjetno dobila po rimskem cesarju Trajanu (Marcus Ulpius Traianus), med čigar vladavino je bilo pred letom 117 mesto nadgrajeno v status municipija. Potres leta 518 je mesto uničil, toda cesar Justinijan, ki se je povzpel na prestol leta 527, ga je ukazal obnoviti in mesto preimenoval v Justiniana Secunda, s čimer se je razlikovalo od Justiniana Prima, mesta, ki ga je na novo ustanovil Justinijan leta 535.

## Geografija
Ulpiana leži na rodovitni zemlji, blizu levega brega reke Gračanke, v bližini rudnikov, ki so jih uporabljali že od antičnih časov. Rudniki so imeli pomembno vlogo pri razvoju pomembnih mest v rimski provinci Dardaniji. Ruševine Ulpiane so 12 km jugovzhodno od Prištine, arheološko najdišče pa je v vaseh Hajvalia, Laplje Selo in mestu Gračanica.
Geofizikalne raziskave arheologov so pokazale, da je na ozemlju starodavnega mesta več kot 120 hektarov objektov. Obstajata dva utrjena dela mesta, prvi obsega površino 35,5 ha, drugi, odkrit leta 2022, pa približno 19 ha. Severno od prvega območja je pokopališče z zgrajeno cerkvijo, znano kot Severna nekropola ali Memoria. Vzhodno od mesta je kastrum, severozahodno in južno pa še dve nekropoli, od katerih nobena doslej ni bila odkrita.
Ulpiana leži v središču Balkana in je imela kot taka ključno vlogo v regiji na vrhuncu njenega razvoja. Bilo je eno glavnih gravitacijskih in komunikacijskih središč med Rimom in Konstantinoplom in je bilo blizu Via Lissus-Naissus in drugih cest, ki so povezovale Jadransko morje z Egejskim morjem. Izvoz kovin iz Ulpiane je bil najden leta 1993 vse do Cezareje v Izraelu. Amfore z napisi iz Ulpiane so bile najdene leta 2013 v pokrajini Forlì - Cesena v severni Italiji. Amfore so uporabljali za prevoz blaga, kot so žito, vino in oljčno olje, kar nakazuje, da so bile trgovske mreže Ulpiane obsežne.

## Zgodovina
Mesto Ulpiana je bilo ustanovljeno v 1. stoletju našega štetja in se je verjetno razvilo iz zgoščenega dardanskega oppiduma. Ulpiana je bila v začetku 2. stoletja nadgrajena v status rimskega municipija. Nadgradnja v municipij je potekala med vladavino Trajana, pred letom 117 našega štetja in je bila poimenovana po cesarju. Ulpiana je bilo pomembno mesto ob Via Lissus-Naissus in je bilo zelo blizu dardanske prestolnice Scupi. Bila je tudi med največjimi naselbinami na Balkanu v pozni antiki. Je v bližini rudnikov zlata in srebra Janjevo in Šaškoc, arheološke najdbe pa kažejo, da je bilo mesto naseljeno že pred rimsko vladavino. Prvo znano omembo Ulpiane v starodavnih virih je izvedel Ptolemaj in sega v drugo desetletje 2. stoletja našega štetja.
Ulpiana je dosegla vrhunec svojega razvoja v 3. in 4. stoletju našega štetja, ko je postala škofovsko središče Dardanije in gostila dardanskega nadškofa. V tem času je bila Ulpiana znana kot Municipum Ulpiana Splendidissima (veličastno mesto Ulpiana) in je služila kot pomembno politično, kulturno in gospodarsko središče Rimskega cesarstva v Dardaniji. Vsebovala je ulično mrežo Decumanus Maximus, bivalne prostore, gospodarske stavbe in akvadukt, ki je vsako stavbo oskrboval z vodo. Zaradi bližine rudnikov srebra in zlata je postalo pomembno rudarsko in obrtniško središče.
Krščanstvo je na Balkanu začelo cveteti že v 1. stoletju našega štetja in je imelo pomembno vlogo pri razvoju in pomenu mesta. Prva omemba kristjanov v Ulpiani je mučeništvo bratov Florusa in Lavra. Bila sta iz Konstantinopla in sta gradila poganski tempelj v Ulpiani, ko je bila njuna krščanska identiteta dešifrirana in sta bila mučena. V drugi polovici 4. stoletja, pred vdorom Gotov, je bil v Ulpiani sedež dardanske škofije. Prvi znani škof Ulpiane je Makedonij, ki je bil član koncila v Serdiki. Druga znana škofa sta bila Paulus (konstantinopelska sinoda leta 553 AD) in Gregentius, ki ga je Justin I. poslal v Etiopijo in Jemen, da bi olajšal težave med različnimi tamkajšnjimi krščanskimi skupinami. Ulpiana je ostala škofovsko središče Dardanije do ustanovitve Justiniane Prime leta 535 našega štetja.
Arheološki dokazi kažejo, da se je Ulpiana, potem ko je dosegla svoj vrhunec, v 5. in 6. stoletju zmanjšala zaradi naravnih nesreč, pa tudi zaradi barbarskih napadov med oslabitvijo in poznejšim padcem Rimskega cesarstva. Leta 358 našega štetja so Ulpiano prizadeli udarni valovi uničujočega potresa v Nikomediji, zaradi česar so bile poškodovane nekatere stavbe. Leta 472 našega štetja je gotski kralj Teoderik Veliki napadel mesto s 3000 vojaki, ga oropal in dele uničil.] Po kroniki in spisih Marcelina Comesa je Ulpiano leta 518 prizadel še en uničujoč potres, ki je hudo poškodoval Ulpiano in uničil še 24 večjih mest v regiji. Cesar Justinijan I. je nekje po letu 535 n. št. obnovil mesto in njegove utrdbe ter mesto preimenoval v Iustinianna Secunda. Ulpiana je kmalu zatem trpela zaradi nenehnih avarskih in slovanskih napadov in po vdoru slednjih na Balkan leta 618 so Ulpiano požgali do tal. Nekateri viri pravijo, da je pozneje postala nenaseljena, drugi viri pa kažejo, da so se vsaj severna cerkev mesta in nekatere druge stavbe še naprej uporabljale skozi celotno 7. stoletje. Sčasoma je mesto padlo pod ruševine in njegove materiale so ponovno uporabili za druge gradnje. Spodnji deli obzidja samostana Gračanica so bili pozidani z nagrobniki iz Ulpiane. Epitafi so vidni še danes.

## Arheologija
Čeprav se v zgodovinskih dokumentih omenja že od 2. stoletja našega štetja, je bila lokacija Ulpiane v sodobnem času znana šele po drugi svetovni vojni. Pojavile so se govorice, da je mesto povezano z Lipjanom zaradi podobnosti v njunih imenih in najdbe nekaterih starih artefaktov v Lipjanu, vendar dokazov ni bilo. Leta 1953 je najdba štirih grobov na severnem delu pokopališča dokončno potrdila lokacijo Ulpiane. Izkopavanja so se začela takoj in prva faza je potekala med letoma 1954 in 1959. Druga faza izkopavanj je potekala v 80. in 90. letih 20. stoletja, sledila so nadaljnja izkopavanja po kosovski vojni. Trenutno skupina kosovskih in francoskih arheologov izkopava IV. sektor arheološkega parka.
Raziskovalna pozornost je bila doslej namenjena predvsem najdbam predmetov v severni vpadnici mesta. Z dodatkom uporabe zračnih fotografij in satelitov v preteklih letih so arheologi brez dragih izkopavanj in brez invazivnih postopkov lahko našli in opisali številne velike antične stavbe, ki so vključevale javno kopališče, forum (upravno središče mesta), rezidenco škofa v dobi zgodnjega krščanstva in krstno kapelo.

### Pomembne najdbe
Najpomembnejše najdbe mesta so cerkev na severnem pokopališču (Severna nekropola), bazilika blizu severnih vrat (Zgodnjekrščanska bazilika), prva glavna cerkev mesta (Episkopska bazilika s krstilnico) in nedavno odkrita bazilika iz 6. stoletja, ki jo je dal zgraditi sam Justinijan (Nadškofijska bazilika). Druge pomembne stavbe vključujejo severna mestna vrata, terme (javno kopališče) in kastrum (vojaško taborišče). Poleg stavb je bilo odkritih še veliko drugih manjših predmetov, kot so skulpture, kovanci, orožje, keramika in drugi osebni predmeti.

### Severna nekropola (Memoria)
Severna nekropola (Memoria) je zgradba zunaj mestnega obzidja, na vrhu pokopališča. Odkrili so jo med prvo fazo izkopavanj v 1950-ih. Začetne najdbe so bili štirje grobovi, sledilo je odkritje več sarkofagov iz marmorja. Najdena sta bila tudi dva nagrobnika, od katerih je eden posvečen neki Aelii Klementili. Drugi nagrobnik, veliko večji, je bil posvečen lokalnemu sodniku Marku Ponciju in njegovi ženi Furiji Cecilli. Nadaljnje izkopavanje v isti ekspediciji je odkrilo samo nekropolo. Nekropola je datirana v 6. stoletje, vendar obstajajo dokazi, ki kažejo, da je nastala pred mestnim obzidjem, kar pomeni, da je bila verjetno zgrajena v 4. stoletju. Nekropola je imela na vzhodni strani apsido, med narteksom in ladjo pa vrata z dvema stebroma. Nekropola je imela tudi mozaična tla z latinskimi napisi, vendar ti niso ohranjeni in so bili trajno izgubljeni.

### Škofijska bazilika s krstilnico
Leta 2012 so arheologi odkrili ostanke bazilike, ki je bila zgrajena pred 5. stoletjem našega štetja. Dolga je 40 m in široka 20 m ter je sestavljena iz dveh stranskih in glavne ladje, razdeljene s stebri. Ladja se na vzhodu zaključuje z enojno apsido. Apsida je imela sintronon, tla pa krasijo mozaiki z geometrijskimi vzorci. Bazilika je imela na zahodni strani troje vrat, ki so vodila v narteks, druga troja vrata pa so vodila v ladjo. Na južni strani sta bila še dva vhoda. 7,5 m južno od bazilike je krstilnica v obliki osmopetne rozete. Zdi se, da je prvotno baziliko uničil potres leta 358 našega štetja, nato pa je bila nekaj desetletij pozneje obnovljena, da bi bila ponovno uničena v 6. stoletju, pri čemer so bile v ladji luknje, globoke do 1 meter.

### Zgodnjekrščanska bazilika
Zgodnjekrščanska bazilika je enoladijska bazilika, ki so jo odkrili v 1950-ih. Dolga je 33,5 m in širok 14 m. Zdi se, da je bila bazilika zgrajena v petih različnih fazah in je znana tudi kot cerkev mučenikov zaradi domnevne posvetitve mučenikoma Florusu in Laurusu. Bazilika je bila zgrajena v 6. stoletju našega štetja in ima talni mozaik, ki še ni razkrit. Njena južna stena ima tri stebre, kar nakazuje, da je imela bazilika nekoč pareklezijo. Zgodnjekrščanska bazilika je bila morda zgrajena, da bi nadomestila škofovsko baziliko s krstilnico, ki jo je potres leta 518 n. št. nepopravljivo poškodoval.

### Nadškofijska bazilika
Avgusta 2022 so v 4. sektorju arheološkega parka odkrili baziliko, ki stoji znotraj 19 hektarjev velikega utrjenega dela, ki je severovzhodno od preostalega mesta. Bazilika, ki je dolga 70 m in široka 20 m, je največja v Ulpiani in ena največjih v regiji ter naj bi pripadala nadškofu Ulpiane. Na tleh bazilike je veliko mozaikov, ki jih trenutno odkrivajo. Leta 2023 so v baziliki odkrili mozaik, povezan s cesarjem Justinijanom Velikim. Mozaik kaže, da je gradnjo bazilike naročil sam Justinijan in jo morda posvetil svoji ženi Teodori. Trenutno razkrito besedilo omenja tudi mesto v Dardaniji, ki je najverjetneje sama Ulpiana. Arheologi menijo, da to nakazuje, da je imela Dardanija nekakšno avtonomno identiteto in da do 6. stoletja ni bila popolnoma romanizirana. Do avgusta 2023 mozaik še ni bil v celoti razkrit, preostali del pa naj bi bil razkrit do oktobra 2023. Posvetilo je napisano v latinščini, čeprav ga je izdelal bizantinski cesar.

### Kastrum
Kastrum je poljska vojaška garnizija rimske vojske, ki je bil 100 m vzhodno od vzhodnega obzidja Ulpiane in je imel velikost 16 hektarjev. O njem ni veliko znanega, saj je bilo locirano s skeniranjem tal in še ni bilo izkopano.

### Predmeti
V ruševinah mesta so našli več predmetov, najpomembnejši pa so skulpture ženske glave; moška glava; glava Erosa, tragična maska, figura iz terakote, keramika in kovanci.
Ženska glava je 18 cm visoka skulptura in predstavlja žensko srednjih let in je izdelana iz drobnozrnatega marmorja. Domneva se, da je s konca 4. stoletja. Še ena pomembna najdba je 33 cm visoka moška glava, ki naj bi bila v preteklosti del kipa v naravni velikosti. Upodablja moškega srednjih let in je narejena na način, ki spominja na rimsko portretno umetnost iz 3. stoletja. Druga glava iz marmorja, Erosova glava, prikazuje otroški obraz z dolgimi lasmi, vendar ni jasno, kakšen je bil njen namen ali pomen. Nazadnje, tragična maska je 27,5 cm visoka gledališka maska iz marmorja in je bila najdena na mestu severne nekropole. Upodablja obraz moškega z grotesknimi potezami in verjetno izvira iz 2. stoletja našega štetja.
V Ulpiani in okolici so našli tudi številne predmete iz časa pred rimsko vladavino. Leta 1982 so v središču mesta odkrili prazgodovinsko grobišče iz 13.-9. stoletja pred našim štetjem, ki vsebuje keramiko in druge predmete iz bronaste dobe. Neolitska figurica iz terakote je bila odkrita leta 2016 v bližini dveh stolpov severnih mestnih vrat.

## Galerija
- Nagrobnik v Ulpiani
- Izkopan grob v severni nekropoli Ulpiana
- Panorama severne nekropole Ulpiana
- Ostanek ornamenta jajčevnik, izkopan v Ulpiani
- Krstilnica, nedaleč od bazilike, a še bližje drugi še ne izkopani cerkvi
- Panorama krstilnice. Opomba: desno od njega je mesto, od koder je pritekla voda
- Pogled na levo cev, ki je dovajala vodo v Baptisterij
- Apsida bazilike
- Stela na vhodu v baziliko
- Rov v Ulpiani, ki prikazuje kontinuiteto življenja v tem mestu od prazgodovine do po Justinijanu Velikem. Bodite pozorni na številne plasti, zgrajene ena na drugi, ki kulminirajo z zgornjo plastjo marmorja iz Justinijanovega časa
- adaljevanje marmornatega zidu, s "časovnim jarkom" na levi
- Dva stolpa severnih vrat